# Удавчик піщаний
Удавчик піщаний (Eryx miliaris) — вид змій родини удавових (Boidae). Поширений переважно в Західній і Центральній Азії. Типовий мешканець піщаних пустель. Описано 2 підвиди.

## Опис

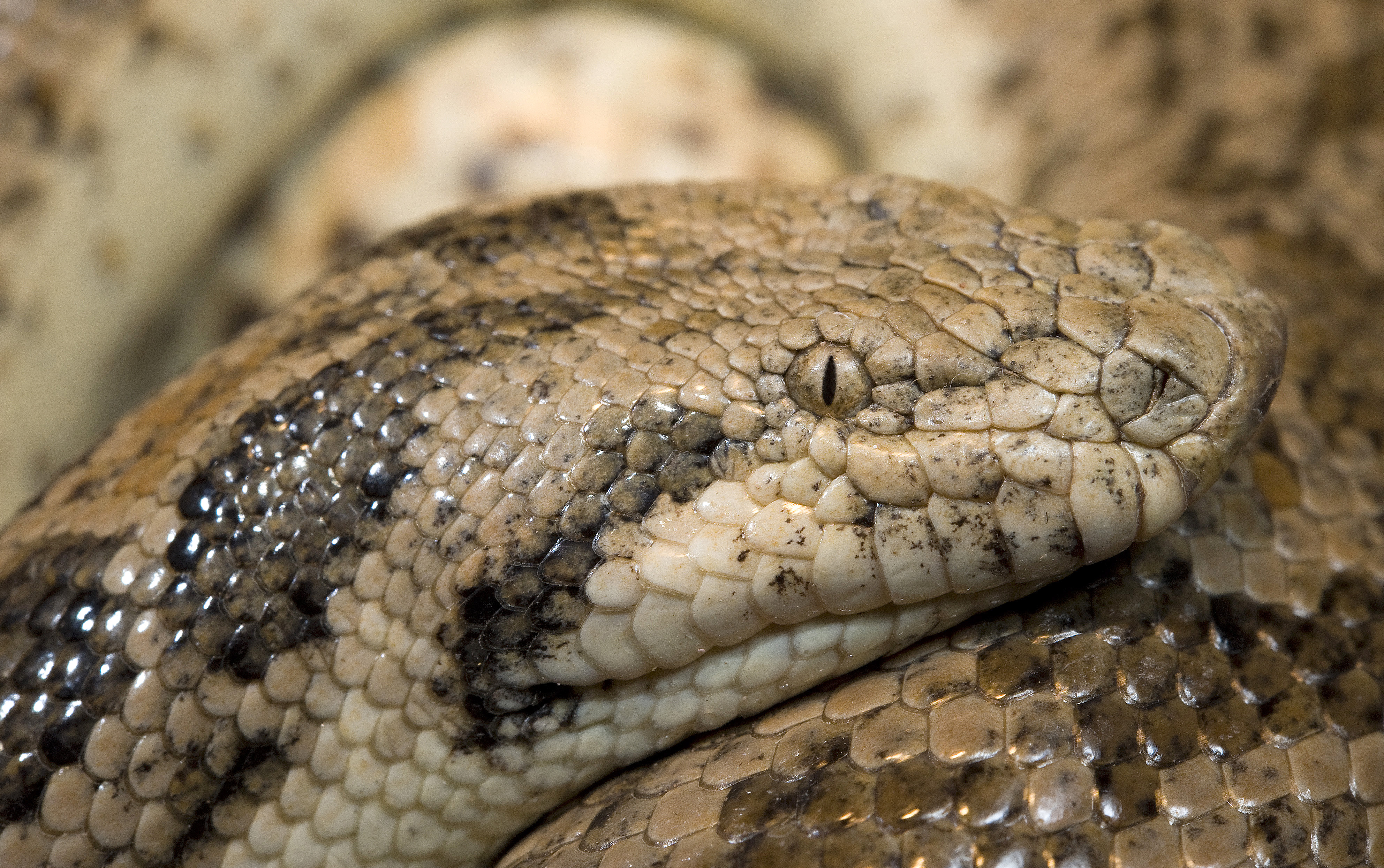

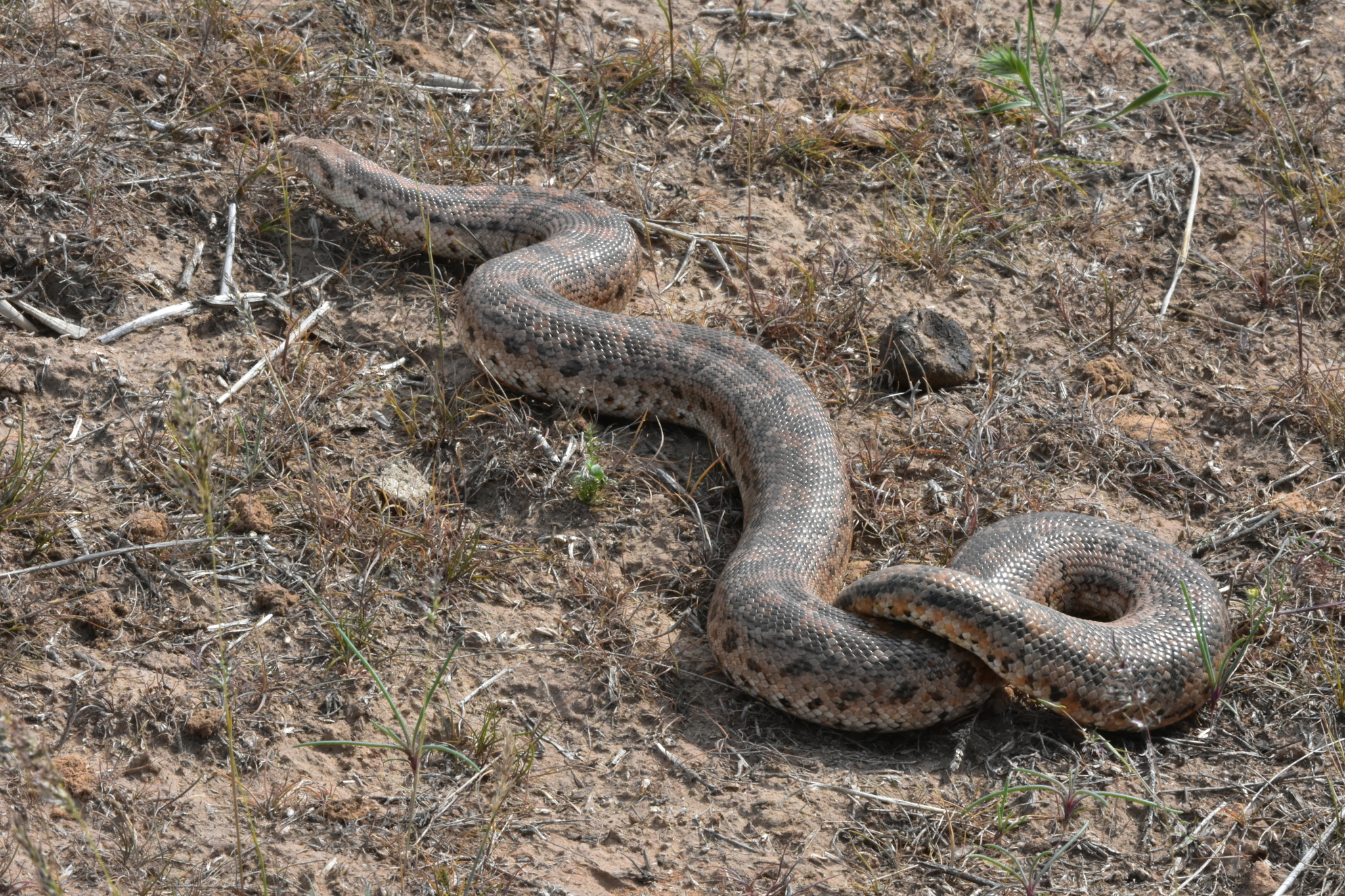

Змія середнього розміру, з сильним, щільним та валькуватим тілом завдовжки до 80 см. Самиці трохи більші за самців. Довжина тіла (L. — довжина тіла від кінчика морди до клоаки) в самиць не перевищує 72 см, у самців — 58 см. Хвіст (L.cd.) короткий і тупий: співвідношення  L./L.cd. складає в самців 6,3—10,1, у самиць — 8,4—14,7. Голова не відмежована від тулуба шиєю. Лоб й верхня поверхня морди злегка увігнуті. Очі звернені вгору. Зіниця ока вертикальна. Передні зуби на обох щелепах довші, ніж задні. По боках клоакальної щілини виступають кігтєподібні рудименти задніх кінцівок, розвиненіші в самців.

### Лускатий покрив
Луска тулуба та хвоста гладенька або з ледь помітними слідами реберець, помітніших у задній частині хвоста. Навколо середини тулуба (Sq.) 42—49 лусок, частіше 46—48. Черевних щитків (Ventr.) налічується у самців 153—183, у самиць — 159—192, підхвостових (Scd.) — 17—40 пар у самців, у самиць — 15—30 пар. Підхвостові щитки або більша їх частина утворюють 1 поздовжній ряд.
Голова зверху вкрита дрібними неправильними щитками. Міжщелепний щиток дуже великий, сильно загинається на верхню поверхню голови і виступає наперед над ротовою щілиною. Між очами в поперечному ряді розташовані 6—9 щиточків неправильної форми. Око оточене10—15 щиточками. Верхньогубних щитків 10—14, частіше 12—13.  Знизу голова вкрита більш-менш однорідною лускою. 

### Забарвлення
Забарвлення верхньої сторони тіла жовто-бурого, світло-коричневого кольору з рядками бурих поперечно витягнутих плям, які іноді зливаються в зигзагоподібну смугу. З боків є витягнуті бурі або чорні плями. Черево в темних цятках. Зустрічаються часткові або повні меланісти, забарвлення яких чорно-фіолетове з одиничними білувато-жовтуватими плямками на бічних лусочках. 

## Поширення
Вид поширений у Північному Ірані, Афганістані, Центральній Азії, Казахстані, Східному Передкавказзі, Монголії, Північно-Західному Китаї. 

## Особливості біології
Населяє піщані пустелі, барханні рухомі та напівзакріплені горбисті піски. Іноді зустрічається в глинястих й лесових пустелях, на такирах із рідкою рослинністю, по схилах ярів та на околицях зрошуваних земель, а також у сухих передгір'ях по долинах з піщано-глинистої ґрунтом. У гори піднімається до висоти 1000 м над рівнем моря. Ховається в норах гризунів, у піску,  щілинах в руїнах будівель. Удавчик піщаний краще інших видів роду адаптований до перебування на сипучому субстраті, він легко занурюється в пісок і пересувається під його поверхнею, причому рухатися в певному напрямку йому суттєво допомагають звернені вгору очі.
Місцями досить чисельний. Так, у Кизилкумах за одну трьохгодинну екскурсію можна зустріти до 20 змій. 
Період активності триває з початку квітня до початку жовтня. Навесні й восени на поверхні удавчик тримається вдень, влітку у спекотний час — у сутінках та вночі. Зимує звичайно в глибоких норах гризунів. 
Удавчик піщаний належить до яйцеживородних змій. У липні — серпні самиця народжує 4—15 молодих змійок довжиною 126—148 мм. 
Живиться гризунами, птахами і ящірками. Здобич, як і всі удави, душить кільцями тіла.

## Охорона
Стан більшості природних популяцій виду в межах ареалу залишається більш-менш стабільним. Саме тому він, згідно Червоного списку МСОП, отримав охоронний статус «відносно благополучний вид». Але в окремих регіонах спостерігається тенденція до зниження чисельності популяції виду, що потребує запровадження охоронних заходів. Тому удавчик піщаний занесений до Вашингтонської конвенції (CITES) (Додаток ІІ. Види, що можуть опинитися під загрозою зникнення у разі відсутності суворого регулювання торгівлі зразками таких видів). 

## Систематика
Описано 2 підвиди: 
- Eryx miliaris miliaris (номінативний підвид; займає більшу частину ареалу, поширений на схід від р. Волга; Ventr. 165—192,  Scd. 19—40 пар; відрізняється від другого підвиду також особливостями забарвлення, зокрема частішою зустрічальністю меланістів);
- Eryx miliaris nogaiorum (поширений у західній частині ареалу; Ventr. 153—180,  Scd. 15—36 пар).